# Väderål
Väderål, Misgurnus anguillicaudatus, är en fisk i familjen nissögefiskar som är en populär akvariefisk. Den kommer ursprungligen från norra Asien, men har införts till många länder. Arten kallas också kinesisk väderfisk. Namnet "väderål" är härlett från att de anses bli mera livliga under lågtryck.

## Utseende
Som alla nissögefiskar är väderålen en avlång fisk med nedåtriktad mun. Kring denna har den 5 par skäggtömmar. Bakom ögat finns en tagg dold i huden. Kroppen är gulbrun till brun med mörkare bruna eller grågröna markeringar och ljusare buk. Arten kan bli 28 cm lång, men är oftast betydligt mindre. Könen skiljs åt genom honans mer rundade mage och hanens större bröstfenor, där den andra fenstrålen är förlängd; honan är dessutom påtagligt större än hanen.  

## Vanor
Arten är en bottenfisk som lever i sötvatten som floder, bäckar, dammar, träsk och risfält. Den föredrar vatten med slam- och dybottnar och gömmer sig gärna i bottenslamet (på Hawaii även vattenväxter) så bara huvudet sticker fram. Den tål temperaturer mellan 2 och 30°C, och kan leva i dåligt syrsatta vatten genom att andas atmosfäriskt syre med hjälp av tarmen.

### Föda
Födan består främst av vattenlevande organismer som maskar, mindre kräftdjur samt insekter och deras larver. Den tar även detritus och alger. Födan lokaliseras inte främst via synen, utan genom kemiska stimuli.

## Utbredning
Det ursprungliga utbredningsområdet omfattar Asien från Sibirien (Tugurs och Amurs flodområden) via Sachalin, Korea, Japan och Kina till norra Vietnam. Den har sedermera införts till många länder, som Tyskland (Rhen), Italien, Schweiz (Ticino), Aralsjön, Nordamerika, Hawaii och Australien. Framför allt dess popularitet som akvariefisk anses ha bidragit till dess spridning, men också det faktum att den på många platser används som betesfisk. 2001 upptäcktes den även i Spanien i floden Ebros delta. Den anses där som en allvarlig födokonkurrent mot delar av den lokala fiskfaunan.
I USA introducerades den tidigt, förmodligen redan på 1930-talet genom rymlingar från en lokal guldfiskfarm i Kalifornien. Den har sedermera också introducerats i Florida, Hawaii, Idaho, Illinois, Michigan, New York, Oregon, Washington samt troligen även Louisiana, Tennessee och North Carolina. Till Australien infördes den 1984 till Victoria, och senare även till New South Wales, Queensland samt troligtvis också Western Australia och South Australia.

## Akvariefisk

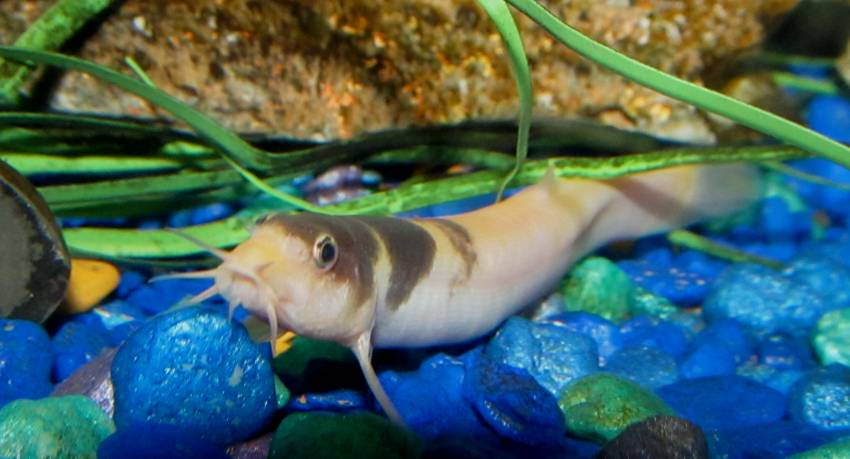
Skär varietet

Väderålen behöver ett akvarium med sandbotten som den kan gräva i, dämpad belysning (den är främst nattaktiv) och flera gömställen. Den är inte särskilt krävande, i synnerhet inte beträffande vattentemperaturen; denna bör ligga mellan 10 och 25°C, och pH mellan 6,5 och 7,5. Arten är sällskaplig gentemot andra individer av samma art, och behöver därför ett rymligt akvarium, samt fredlig mot andra fiskar (så länge de inte är så små att de betraktas som tänkbar föda). Arten hoppar gärna, och bör därför ha ett tättslutande lock. Flera olika färgvariteter finns, bland annat guld och albino.